# みんなでドリする? DO YOU DREAMS COME TRUE SPECIAL LIVE!
『みんなでドリする? DO YOU DREAMS COME TRUE SPECIAL LIVE!』（-ドゥー ユー ドリームズカムトゥルー スペシャル ライブ!）は、9組の女性アーティストが日本のバンドであるDREAMS COME TRUEの楽曲をカバーしたオムニバスライブビデオ。2009年12月9日にNAYUTAWAVE RECORDSよりDVDとしてリリースされた。

## 概要
- 20周年を記念したカバーライブの模様を商品化。
- この模様は発売前にNHK衛星第2テレビジョン、NHK総合テレビジョンで放送された。
- 前回に引き続き歌詞の字幕が出るようになっている。
- 2012年6月20日に、Blu-ray盤がリリースされた。

## 収録内容
1. Theme of“みんなでドリする?”
2. うれしい!たのしい!大好き!（島袋寛子）
3. go for it!（島袋寛子）
4. JET!!!（島袋寛子）
5. Eyes to me（hiroko（mihimaru GT））
6. 晴れたらいいね（hiroko（mihimaru GT））
7. 大阪LOVER（hiroko（mihimaru GT））
8. 未来予想図II（平原綾香）
9. サンキュ.（平原綾香）
10. すき（Crystal Kay）
11. 朝がまた来る（Crystal Kay）
12. SAYONARA（一青窈）
13. あの夏の花火（一青窈）
14. 笑顔の行方（BoA）
15. LOVE LOVE LOVE（BoA）
16. 眼鏡越しの空（絢香）
17. 何度でも（絢香）
18. 決戦は金曜日（絢香）
19. MERRY-LIFE-GOES-ROUND（DREAMS COME TRUE）
20. CARNAVAL ～すべての戦う人たちへ～（DREAMS COME TRUE、Backing Vocal：浦島りんこ）
21. MIDDLE OF NOWHERE（DREAMS COME TRUE、Piano：上原ひろみ）
22. HAPPY GIRLIE LIFE（ALL CAST）

- BONUS映像
  - トーク集＆リハーサル映像